# 船木裕
船木 裕（ふなき ひろし、1946年 - ）は、日本の、英語文学およびロシア語文学の翻訳家である。
東京都出まれ。東京大学卒業。

## 著書
- 『柳田国男外伝 - 白足袋の思想』（日本エディタースクール出版部） 1991年
- 『耳なし芳一』（小泉八雲原作、小学館） 2006年。児童向け再話、さいとうよしみ絵
- 『ロシア語 ことわざ60選』（東洋書店）2010年

## 訳書
- 『魔性の犬』（クエンティン・クリスプ、望月二郎共訳、ハヤカワ文庫） 1982年
- 『霧の都』（ホープ・マーリーズ、ハヤカワ文庫） 1984年
- 『妖霊ハーリド』（F・マリオン・クロフォード、ハヤカワ文庫） 1985年
- 『ギリシア神話英雄物語』（C・キングズレイ、ちくま文庫） 1986年
- 『オデッセウスの冒険』（チャールズ・ラム、ちくま文庫） 1988年
- 『シャドウズ』（ショーン・ハトスン、ハヤカワ文庫） 1988年
- 『忌わしき者の城』上・下（グレン・クック、ハヤカワ文庫） 1992年
- 『天の川幻想 - ラフカディオ・ハーン珠玉の絶唱』（小泉八雲、集英社） 1994年
- 『ギリシアの神々』（ジェーン・E・ハリソン、ちくま学芸文庫） 1994年
- 『怪談 完訳』（ラフカディオ・ハーン、ちくま文庫） 1994年
- 『アトランティス伝説：失われた大陸 / 古代の叡知』（ジェフリー・アッシュ、平凡社、イメージの博物誌28） 1994年
- 『悪魔の歴史』（ポール・ケーラス、青土社） 1994年
- 『エリアのエッセイ』（チャールズ・ラム、平凡社ライブラリー） 1994年
- 『グーテンベルクへの挽歌』（スヴェン・バーカーツ、青土社） 1995年
- 『オーウェンズ家の魔女姉妹』（アリス・ホフマン、集英社） 1997年
- 『悪魔の解剖』（R・N・アンシェン、法藏館） 1997年
- 『眼の壁』（マーガレット・ミラー、小学館文庫） 1998年
- 『プラクティカル・マジック』（アリス・ホフマン、集英社文庫） 1998年
- 『検察官』（ゴーゴリ、ロシア名作ライブラリー、群像社） 2001年
- 『ペテルブルグ物語』（ゴーゴリ、ロシア名作ライブラリー） 2004年。他にネフスキイ大通り、鼻、外套